# Teräsbetoni
Teräsbetoni est un groupe de power metal finlandais fondé en 2003 chantant uniquement en finnois. Ils sont les auteurs du titre très accrocheur, Orjatar. Le groupe est sélectionné pour représenter la Finlande au concours de l'Eurovision 2008 où il termine 22e avec 35 points avec la chanson Missä miehet ratsastaa.

## Biographie

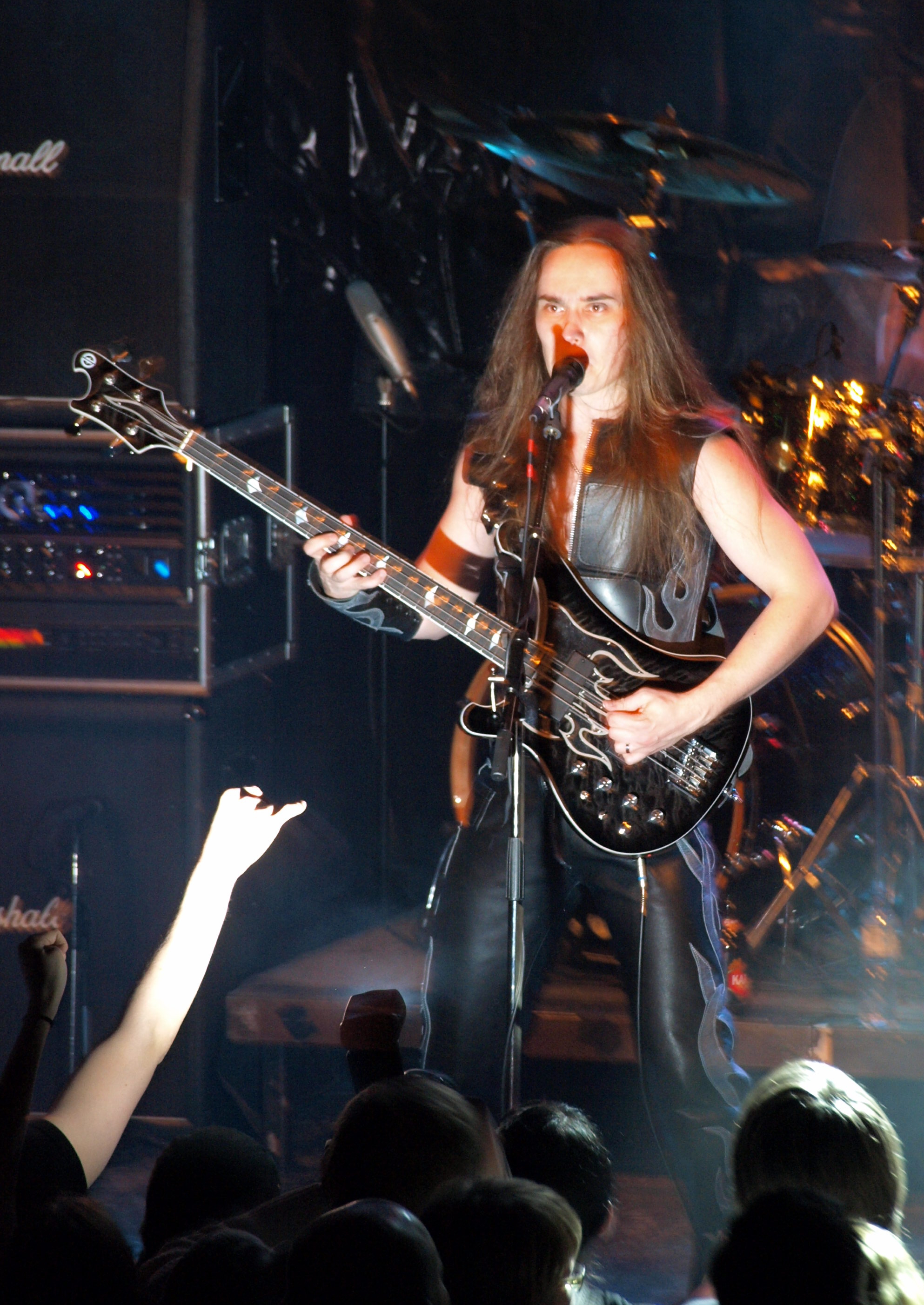
Le chanteur et guitariste Jarkko Ahola.

Teräsbetoni signifie « béton armé » en finnois. Jarkko Ahola, Arto Järvinen, et Viljo Rantanen se rencontrent en 2002 et décident de former un groupe. Jari Kuokkanen se joint comme batteur à mi-temps, puis devient plus tard membre officiel. Rantanen a l'idée du nom du groupe Teräsbetoni. Teräsbetoni enregistre ses premières chansons en 2003. Elles sont publiées sur le site web officiel du groupe la même année sous les titres Teräsbetoni, Teräksen varjo et Maljanne nostakaa.
Le groupe se popularise dans la scène underground, et par la suite au-delà. Des fans signent et font circuler une pétition pour faire signer Teräsbetoni à un label. 
En 2004, Teräsbetoni donne son premier concert et une version live de la chanson Taivas lyö tulta est ajoutée sur le site web du groupe. À leurs premiers concerts, ils jouent des reprises des chansons Rainbow in the Dark de Ronnie James Dio, et Metal Warriors de Manowar. À la fin de 2004, le groupe signe un contrat avec le label Warner Music Finland et l'enregistrement du single Taivas lyö tulta démarre en décembre 2004. Le single est publié le 2 février 2005. Une semaine après sa sortie, il atteint la première position des classements finlandais, et est diffusé à la radio.
Les enregistrements de l'album Metallitotuus débutent en janvier 2005, et l'album est publié le 6 avril 2005. Il atteint la deuxième place des classements finlandais. Un autre single extrait de l'album s'intitule Orjatar, qui s'accompagne d'un clip vidéo. Taivas lyö tulta est choisie comme thème pour le Tournoi Karjala. Metallitotuus est certifié disque de platine en Finlande dans l'année avec plus de 33 000 exemplaires vendus. En juin 2006, le deuxième album, Vaadimme metallia, est publié. L'intérêt pour Teräsbetoni se veut plus grandissante à cette période hors des frontières finlandaises, et le groupe joue notamment au festival allemand Wacken Open Air 2005. Teräsbetoni participe aussi au Concours Eurovision de la chanson 2008. Le 1er mars, ils sont nommés avec 38.9 % des votes. Ils représentent la Finlande avec la chanson Missä miehet ratsastaa. Le 19 mars 2008, Teräsbetoni publie son troisième album, Myrskyntuoja, qui atteint la première place des classements finlandais. 
En 2010, ils publient leur quatrième album, Maailma Tarvitsee Sankareita. Après la sortie de leur quatrième album, le groupe cesse toute activité. Ils expliquent ne pas s'être séparé, mais être en pause. Ils célèbrent leur dixième année d'existence dans un concert le 7 juillet 2013.

## Membres
- Jarkko Ahola - chant, basse
- Arto Järvinen - guitare, chant
- Viljo Rantanen - guitare
- Jari Kuokkanen - batterie

## Discographie

### Albums studio
- 2005 : Metallitotuus
- 2006 : Vaadimme metallia
- 2008 : Myrskyntuoja
- 2010 : Maailma Tarvitsee Sankareita

### Singles
- 2005 : Taivas lyö tulta
- 2005 : Orjatar
- 2005 : Vahva kuin metalli
- 2005 : Metallisydän
- 2006 : Älä mene metsään
- 2006 : Viimeinen tuoppi
- 2006 : Missä miehet ratsastaa